# В казематі
«В казематі» — цикл поезій Тараса Шевченка, написаних, крім вірша «Згадайте, братія моя», в казематі III відділу в Петербурзі під час слідства над учасниками Кирило-Мефодіївського братства між 17 квітня—30 травня 1847 року.

## Автограф та зміст
Окремий автограф циклу «В казематі» (нині зберігається в Інституті літератури ім. Т. Г. Шевченка) має дату «30 мая 1847. В казематі» і включає тринадцять пронумерованих поезій у такій послідовності: 
1. «Ой одна я, одна...»
2. «За байраком байрак...»
3. «Мені однаково»
4. «Не кидай матері, казали...»
5. «Чого ти ходиш на могилу?..»
6. «Ой три шляхи широкії»
7. «Весеннє сонечко ховалось...»
8. «Садок вишневий коло хати»
9. «Не спалося, а ніч, як море...»
10. «Рано-вранці новобранці...»
11. «В неволі тяжко, хоча й волі...»
12. «Чи ми ще зійдемося знову…»
13. «Понад полем іде...»

Його написано на аркуші тонкого поштового паперу блакитного кольору, складеного в 1/16. Автограф чистовий з незначними виправленнями, що дозволяє припустити існування попередніх чорнових автографів. Один із таких автографів зберігся. Від нього походить текст вірша «Рано-вранці новобранці...» в окремому рукопису циклу «В казематі», рядок 15 якого ввійшов у тому вигляді, як його поправлено в цьому попередньому автографі. Збереглося свідчення В. М. Лазаревського: «Сидячи у фортеці перед відправкою у заслання, Шевченко на полях якоїсь книги, даної йому для читання, написав багато віршів. Відрізав ці стьожки і виніс у чоботях...».
Папір і почерк окремого автографа дають підстави вважати, що його створено на засланні. Не виключено, що й поезії «В неволі тяжко, хоча й волі...» і «Чи ви ще зійдетеся знову?...» написано в перші місяці перебування поета на засланні. За це промовляє їхній зміст.

## Історія
Поезії, створені Шевченком у казематі III відділу, стали відомими в Україні ще коли він перебував на засланні. В листі до своєї дружини О. М. Куліш від 15 серпня 1856 року П. О. Куліш повністю навів поезію «Садок вишневий коло хати...», а наступного дня повідомив: «Тоді Маня (дочка С. П. Де Бальмена) й просить мене переписать невольницьких вірш, що писав Тарас, сидячи в неволі. Написав він їх 13 — дуже гарні!.. Ну, звісно, я сам узявся до писання. Ото засів тут же серед зали да й переписав їй в альбом».
Як свідчив П. О. Куліш у листі до дружини від 11 серпня 1856 року, під час перебування у Києві він мав доступ до рукописів, що зберігалися у В. В. Тарновського-молодшого, серед них — і творів Шевченка. Там П. О. Куліш і натрапив на автограф окремого рукопису циклу «В казематі». До Інституту літератури імені Т. Г. Шевченка автограф окремого рукопису циклу «В казематі» надійшов з колекції В. В. Тарновського.
Після повернення Аральської описової експедиції до Оренбурга Шевченко наприкінці 1849 року (не раніше 1 листопада) — на початку 1850 року (не пізніше дня арешту 23 квітня) переписав поезії циклу «В казематі» до «Малої книжки» у тій же послідовності, що й в окремому автографі), додавши попереду поезію «Згадайте, братія моя...» без номера. Весь цикл іде під № 2 після поеми «Княжна».
Повертаючись із заслання, Шевченко 18 березня 1858 року в Москві переписав з «Малої книжки» вірші казематного циклу до «Більшої книжки» після поезії «А. О. Козачковському», відредагувавши їх і остаточно надавши їм форми циклу: на титульній сторінці поставлено назву «В казематі» і присвяту «Моїм соузникам посвящаю». Першим переписано вірш «Згадайте, братія моя...» як заспів, без номера, а всім наступним творам дано порядкову нумерацію (крім поезії «Н. Костомарову» — тоді єдиної в циклі, що мала назву; її номер пропущено, очевидно, за недоглядом, бо після попередньої, під № 6, наступна після «Н. Костомарову» має № 8; назву поезії «Косар» дописано пізніше). При цьому вірш «Не спалося, а ніч, як море...» опущено, а вірші «Понад полем іде...» і «Чи ми ще зійдемося знову?..» переставлено.
В автографі окремого рукопису циклу «В казематі» стоїть одна дата в кінці: «30 мая 1847», що фіксує день переписування творів у чистовий автограф. У «Малій книжці» цикл переписано серед поезій 1847 року; у «Більшій книжці» стоїть дата, коли твори переписано до «Більшої книжки»: «Москва, 1858, марта 18».
Ще за життя поета вірші казематного циклу поширювалися в списках. Крім згаданого вже, П. О. Куліш зробив ще один список уже після смерті поета 1861 року з такою назвою: «Сидючи в неволі в 1847 годі, Тарас розважав себе піснями. Пом'янемо ж і ми пам'ять його». Пізніше у деяких списках і публікаціях, що походять від списку П. О. Куліша, слова «Сидячи в неволі в 1847 годі» стануть заголовними до поезій «Згадайте, братія моя...» і «Мені однаково, чи буду...».
Існував список невідомої особи з окремими, за свідченням О. Я. Кониського, виправленнями Шевченка 1850-х років, що належав Л. М. Жемчужникову і тепер не відомий (різночитання їх подав О. Я. Кониський). Відміни списку Г. Н. Мордовцевої подав у примітках до «Кобзаря» 1908 року В. М. Доманицький.

## Видання
Деякі вірші циклу («Садок вишневий коло хати...», «Ой одна я, одна...», «Чого ти ходиш на могилу?..», «Рано-вранці новобранці...») публікувалися в періодичній пресі ще за життя поета. Весь цикл вперше надруковано (за винятком вірша «Н. Костомарову», але з поезією «Не спалося, а ніч, як море...») у виданні «Кобзарь Тараса Шевченка» 1867 року. Твори циклу розташовано в дещо іншому порядку. 

## Датування
Датується цикл за місцем його в «Малій книжці» серед творів 1847 року та часом перебування Шевченка в казематі III відділу в Петербурзі 17 квітня—30 травня 1847 року, за винятком поезії «Згадайте, братія моя...», занесеної до «Малої книжки» наприкінці 1849-го або на початку 1850 року і тоді ж, імовірно, створеної.

## Екранізації
- У 2017 році вийшов короткометражний анімаційний фільм «Кобзар 2015», заснований на одній із поезій циклу «В казематі» — «За байраком байрак...».